# Macromia moorei
Macromia moorei är en trollsländeart. Macromia moorei ingår i släktet Macromia och familjen skimmertrollsländor. IUCN kategoriserar arten globalt som livskraftig.

## Underarter
Arten delas in i följande underarter:
- M. m. fumata
- M. m. moorei